# Castiglione di Sicilia
Castiglione di Sicilia település Olaszországban, Szicília régióban, Catania megyében. Lakosainak száma 2903 fő (2023. január 1.). Castiglione di Sicilia Adrano, Belpasso, Biancavilla, Bronte, Calatabiano, Gaggi, Graniti, Linguaglossa, Maletto, Malvagna, Motta Camastra, Nicolosi, Piedimonte Etneo, Randazzo, Sant’Alfio, Taormina, Zafferana Etnea, Francavilla di Sicilia, Mojo Alcantara és Roccella Valdemone községekkel határos.

## Népesség
A település lakossága az elmúlt években az alábbi módon változott:
| Lakosok száma | 3182 | 3129 | 2903 |
|               | 2017 | 2018 | 2023 |